# Amegilla cingulata
Espèce
Amegilla cingulata est une espèce d'abeilles solitaires de la famille des Apidae, originaire d'Australie. On estime qu'elle joue un rôle important dans la pollinisation des fleurs et qu'elle est responsable de 30 % des récoltes australiennes.

## Description
Elle a un aspect très frappant. Contrairement à l'abeille à miel, elle est rayée de bleu pâle sur son abdomen, au lieu de jaune. Le mâle se distingue par le nombre de bandes complètes, avec au moins cinq par opposition à la femelle qui n'en a que quatre. Elle mesure de 10 à 12 millimètres de long. Elle a une tête brun doré aux yeux exorbités avec des ocelles multiples. Elles ont six pattes adhésives et une longue trompe pour extraire le nectar des fleurs. Les scientifiques croient que les abeilles mâles sont rayées de bleu brillant pour attirer les femelles.

## Distribution et habitat
Bien qu'elle soit originaire d'Australie, on la trouve aussi en Papouasie-Nouvelle-Guinée, en Indonésie, au Timor oriental et en Malaisie. Elle vit dans les régions tropicales et subtropicales. Les abeilles habitent les zones urbaines, les bois, les forêts et les landes.

## Comportement
Elles peuvent piquer mais ne sont pas aussi agressives que les autres abeilles. Les mâles s'accrochent aux tiges des plantes pendant la nuit. Comme la tribu des Anthophorini, elles sont rapides et agiles. Ce sont des créatures solitaires qui ne créent pas d'essaims.

## Alimentation

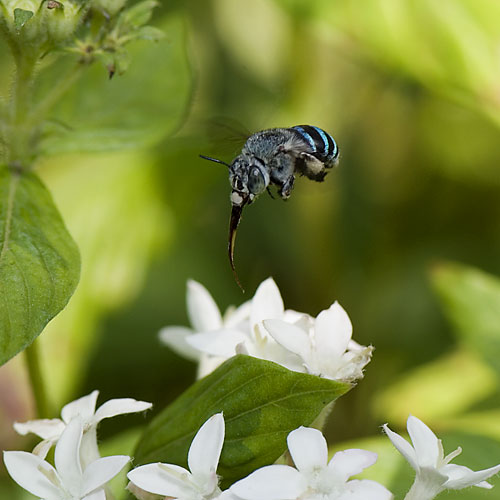
en vol, langue sortie

Elle recueille la majorité de son nectar de fleurs bleues bien que d'autres enquêtes montrent qu'elle se nourrit de Lambertia formosa, de Grevillea buxifolia ainsi que d’Abelia grandiflora et d'espèces de lavandes introduites. Les abeilles utilisent un processus qui consiste à s'accrocher aux fleurs et à vibrer avec force, ce qui provoque la chute de sa nourriture. Elles ont un périmètre limité de butinage de 300 m et les femelles font au moins neuf vols par jour.